# LibreOffice
LibreOffice je brezplačen, prost in odprtokodni pisarniški paket. Paket LibreOffice sestavljajo programi za obdelavo besedil, ustvarjanje in urejanje preglednic, diapozitivov, diagramov in risb, delo z bazami podatkov in sestavljanje matematičnih formul. Razvit je bil kot eden izmed naslednikov OpenOffice.org, ki je bil odprtokodna verzija prejšnjega StarOffice. Na voljo je v 115 jezikih. 
LibreOffice je na voljo za različne operacijske sisteme, vključno z Microsoft Windows, macOS, Linux, Android in iOS, pa tudi v obliki spletnega pisarniškega paketa LibreOffice Online. To je privzeti pisarniški paket najbolj priljubljenih distribucij Linuxa. Gre za najbolj aktivno razvijan brezplačni in odprtokodni pisarniški paket.
LibreOffice je dobro združljiv z Microsoft Office in ostalimi pomembnimi pisarniškimi paketi.

## Značilnosti

### Vključene aplikacije
| Komponente | Komponente | Opis |
| ---------- | ---------- | --- |
|            | Writer     | Urejevalnik besedil s podobno funcionalnostjo kot Microsoft Word. Lahko bere in shranjuje datoteke v zapisu Microsoft Word. Ima velike zmogljivosti za obdelavo besedil WYSIWYG, vendar se lahko uporablja tudi kot osnovni urejevalnik besedil. Dokumente lahko izvozi kot datoteke PDF, kar omogoča ogled v katerem koli računalniku z nameščenim ogledovalnikom PDF datotek. |
|            | Calc       | Program za obelavo računalniških preglednic s skoraj enako funkcionalnostjo kot Microsoft Excel. |
|            | Impress    | Predstavitveni program, ki je podoben Microsoft PowerPointu. Lahko bere in shranjuje datoteke v zapisu Microsoft PowerPoint. Predstavitve lahko izvozi kot datoteke PDF, kar omogoča ogled v katerem koli računalniku z nameščenim ogledovalnikom PDF datotek. |
|            | Draw       | Je urejevalnik vektorske grafike in orodje za izdelavo diagramov poteka, s podobno funkcionalnostjo kot Microsoft Visio in CorelDRAW ki Microsoft Publisher. Vključuje tudi funkcije za namizno založništvo, podobno kot Scribus in Microsoft Publisher. Lahko deluje tudi kot urejevalnik datotek PDF. |
|            | Math       | Aplikacija, namenjena ustvarjanju in urejanju matematičnih formul. Aplikacija uporablja različico zapisa XML za ustvarjanje formul, kot je opredeljeno v specifikaciji OpenDocument. Te formule je mogoče vgraditi v druge dokumente v paketu LibreOffice, na primer tiste, ki sta jih ustvarila Writer ali Calc, tako da vstavite formule v dokument. |
|            | Base       | Program za upravljanje baz podatkov, podoben Microsoftovemu Accessu. LibreOffice Base omogoča ustvarjanje in upravljanje baz podatkov ter pripravo obrazcev in poročil, ki končnim uporabnikom omogočajo enostaven dostop do podatkov. Tako kot Access ga je mogoče uporabiti za ustvarjanje majhnih vgrajenih baz podatkov, ki so shranjene z datotekami dokumentov, za zahtevnejša opravila pa se lahko uporablja tudi kot nadzorna središče za različne sisteme baz podatkov, vključno z zbirkami podatkov o dostopu (JET), viri podatkov ODBC / JDBC ter MySQL, MariaDB, PostgreSQL ali Microsoft Access. |

### LibreOffice Online
LibreOffice Online je strežniška storitev, zgrajena iz glavne kode projekta LibreOffice, ki omogoča prikaz in skupno vizualno urejanje različnih vrst dokumentov. Ne vključuje nobene oblike datotečnega sistema. Da bi bil popolnoma funkcionalen, mora biti integriran z dostopom do datotek in zagotavljanjem pristnosti iz osnovnega nabora programske opreme.